# Oltrepò pavese
L'Oltrepò pavese (prononcé : [ˌoltreˈpɔ paˈveːze]) est un secteur géographique, d’environ 1 100 km2, de la province de Pavie, région de Lombardie en Italie.

## Origine du nom
Le nom Oltrepò se compose de oltre, en signifiant outre ou au-delà, et pò, qui désigne le fleuve Pô, d’où au-delà du Pô. Cela s’applique à, au moins, trois cas en Italie du Nord : l'Oltrepò pavese, l'Oltrepò mantovano et la Transpadana Ferrarese, qui sont des secteurs géographiques situés au-delà de la limite naturelle du fleuve Pô et qui les sépare de leur chef-lieu.
Bien que les fleuves, les rivières et les crêtes des massifs montagneux ont, historiquement, marqué les limites et préservé l’autonomie d’un état, d’une région ou d’un territoire par rapport à son voisin. Ici, l’exception à la règle est due à un ou plusieurs évènements historiques qui ont fait, qu’une partie d’un territoire se trouve au-delà de cette limite naturelle qui le sépare de son chef-lieu.
Alors que la ville de Pavie (Lombardie) est sur la rive gauche, l’Oltrepò est situé sur la rive droite du fleuve Pô, inséré entre la province de Plaisance (Émilie-Romagne) et la Province d'Alexandrie (Piémont).

### Brefs évènements historiques
- Politiquement la zone de l'Oltrepò Pavese, était constituée d’une série de marquisats et seigneuries autonomes avec une juridiction séparée (jusqu’en 1770), sous la souveraineté du duché de Milan, puis passèrent progressivement à la maison de Savoie qui, en 1748, organisa ces terres en deux provinces: celle de Voghera et celle de Bobbio, jusqu’à être absorbées dans le royaume de Sardaigne, puis en 1859, à la suite de l'unité italienne (Risorgimente), l'Oltrepò Pavese passa définitivement à la province de Pavie.

## Géographie
Le territoire a la forme d’un triangle dont la base, côté nord, est limitée par le lit du fleuve Pô qui en fait la partie de plaine. Les deux côtés descendent vers le sud  où ils rencontrent les premières collines de l’Apennin ligure et former la pointe entourée des sommets, dont le plus élevé de la province de Pavie, le mont Lesima (1 724 m), puis le mont Chiappo (1 700 m), la cime de la Colletta (1 494 m) et le mont Penice (1 460 m).
La limite occidentale est formée par le val Staffora et la partie orientale par le val Tidone ; ce sont ses deux principales vallées qui encadrent plusieurs autres petites vallées et reliefs montagneux. L’hydrologie est assurée par le fleuve Staffora et son affluent le torrent Ardivestra, la Versa, la partie avale du fleuve Tidone et une partie du lac de Trebecco.
Les centres principaux sont : Voghera, Casteggio, Broni, Stradella, Varzi.

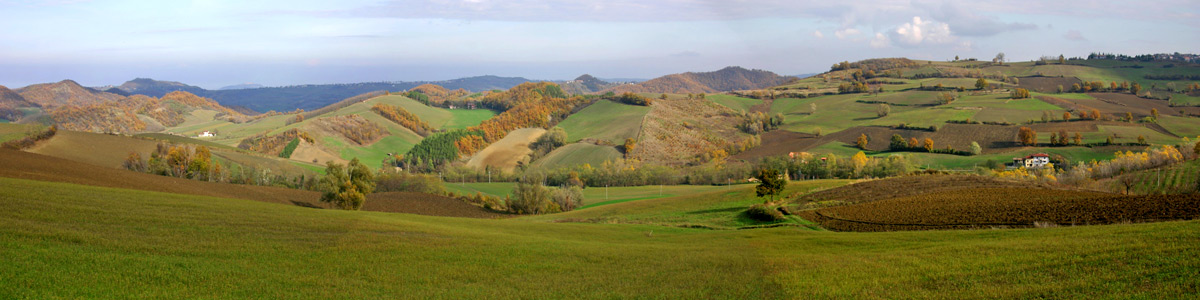
Panorama de l'Oltrepò pavese près du Val di Nizza.

### Les monts >1000 m

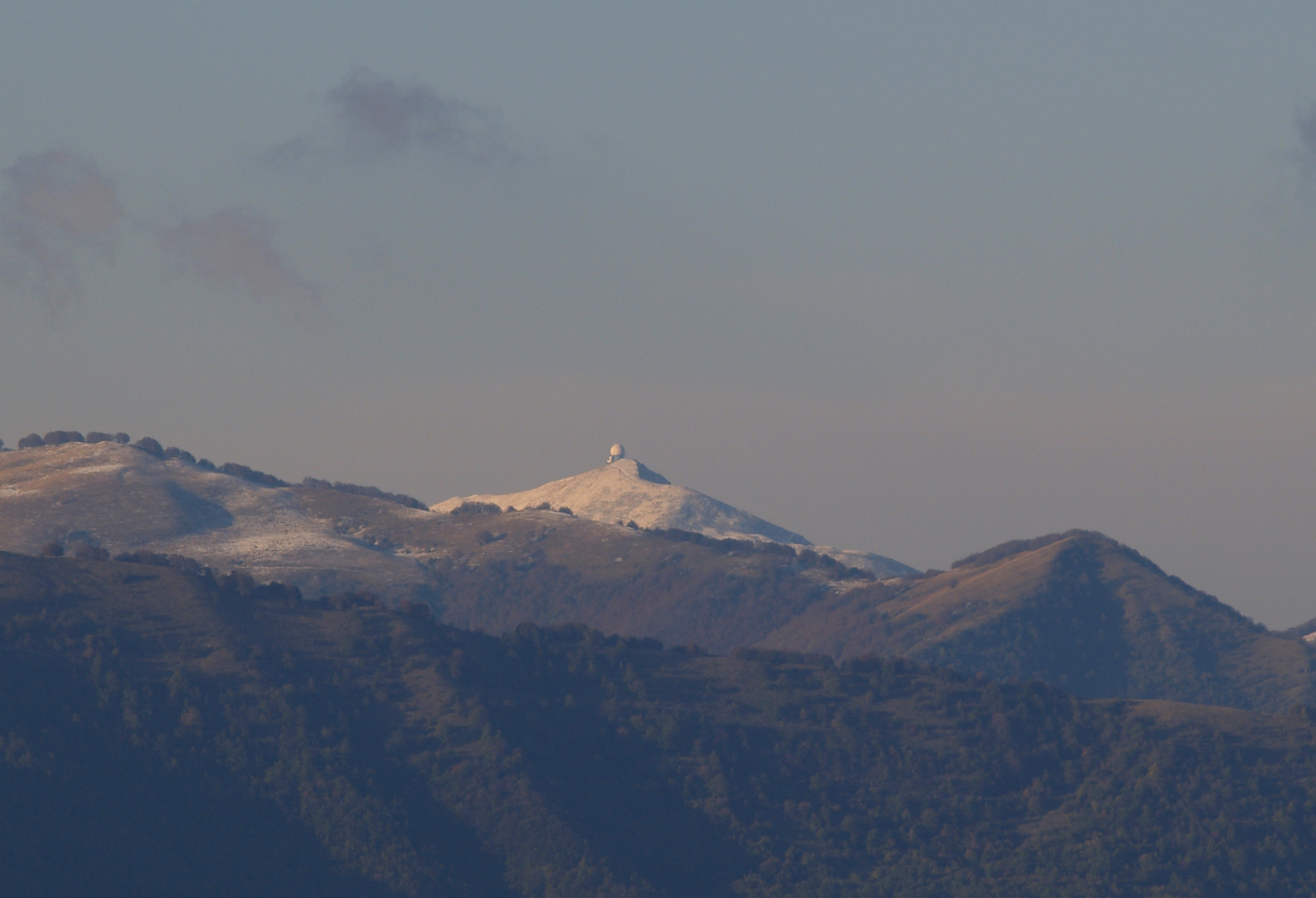
Le mont Lesima.

- dans la val Trebbia : le mont Lesima (1 724 m), la cime de la Scalette (1 177 m)
- dans le val Tidone : le mont d'Alpe (1 253 m), le mont pietra di Corvo (1 078 m)
- dans le val Staffora : le mont Garave (1 549 m), la cime de la Colletta (1 491 m), le mont Boglielo (1 492 m), la cime du val Scura (1 228 m), le mont Calenzone (1 150 m),
- le mont Chiappo (1 700 m).

### Les cols
- Col du Giovà (1 368 m) entre Santa Margherita di Staffora et Zerba (PC)
- Col du Penice (1 146 m) entre Varzi et Bobbio (PC)
- Col du Brallo (951 m) entre Val Staffora et Val Trebbia (PC)
- Col du Carmine (600 m) entre Ruino et Zavattarello.

### Les fleuves et torrents
- Le Po naît au Piémont à 2 020 m,
- la Staffora (1 368 m) et son affluent le torrent Ardivestra (600 m)
- le Tidone, 1 146 m
- le Versa (559 m) et son affluent le torrent Versiggia (600 m),
- le torrent Coppa (500 m)
- le Scuropasso (490 m).

### Lac
- Le lac de Trebecco (370 m) alimenté par le Tidone, baigne les cités de Zavattarello, Ruino, Nibbiano (PC).

## Histoire

### Période post-Oltrepò
- À l’époque romaine, les deux uniques centres connus du territoire, Iria et Clastidium, étaient sous l’influence des deux cité voisines, Tortona de la région romaine Regio IX Liguria et Plaisance de la Regio VIII Aemilia.
- À l’époque lombarde (VIIIe–XIIe siècle), le territoire était administré par les moines de la puissance abbaye de saint Colomban de Bobbio.
- Toujours entre le VIIIe et le XIIe siècle, plusieurs importants organismes ecclésiastiques de fondation royale de Pavie, tels que les monastères de San Pietro in Ciel d’Oro, Santa Maria Teodote et San Felice, étendirent leurs possessions en Oltrepò, favorisant ainsi l’expansionnisme de Pavie[1].
- Au cours de ces siècles, il y eut aussi de profonds changements dans le paysage agraire de l’Oltrepò : la viticulture, conservée sur le territoire par les moines de l’abbaye de San Colomban pendant le haut Moyen Âge, Sous l’impulsion des grands monastères de Pavie, il connut un développement particulier surtout dans la première zone collinaire. Certaines entités ecclésiastiques, comme le monastère de San Pietro in Ciel d’Oro, qui possédait depuis 974 au moins des vignes et des pressoirs près de San Damiano al Colle, étendirent la culture de la vigne dans la région, produisant des vins qui, grâce au Pô et au Tessin, étaient ensuite transportés à Pavie, où la part non absorbée par la consommation des moines était destinée au commerce[2].

### Période Oltrepò
Le territoire au sud du Pô, était depuis longtemps convoité par les guelfes de Tortona et de Plaisance opposés aux gibelins de Pavie. Cette dernière cité se vit octroyée, par l’empereur Frédéric Barberousse, le droit de nommer des consuls dans les cités situées dans la zone au-delà du Pô et qui devint officiellement l’Oltrepò pavese en 1164, créant peu à peu la province de Pavie.
En 1359, l'Oltrepò et Pavie tombe successivement sous la domination des Visconti de Milan, puis des Sforza.
En 1499, le territoire de Pavie acquiert la qualification de Principauté, y compris l’Oltrepò qui fut divisé en fiefs jouissant d’une certaine autonomie judiciaire et fiscale jusqu’à la fin du XVIIIe siècle.
En 1535, l'Oltrepò, avec l’état de Milan, passa sous domination espagnole puis, en 1713, sous la domination autrichienne qui s’acheva en 1743 par le traité de Worms entre l'Autriche et la Maison de Savoie. Par ce traité l’Oltrepò, séparé de la Principauté de Pavie pour être uni au Piémont, fut subdivisé en deux provinces : celle de Voghera et celle de Bobbio, situation qui dura jusqu’à l’unification complète de l’Italie en 1870.

## Les châteaux
Le passé féodal de l'Oltrepò pavese fit de lui une terre de châteaux dont les principaux sont propriété privée:
- Castana[5]. D’origine médiévale, propriété privée restaurée au début du siècle actuel.
- Cecima[6], déjà cité en 943, château médiéval, propriété des évêques de Pavie, dont il ne subsiste qu’un reste de muraille et deux petites tours.
- Cigognola[7], antique château du début du XIIIe siècle ayant appartenu à différentes familles nobles, reste une propriété privée.
- Montalto Pavese[8], édifié en 1595, à 466 m d’altitude, sur les ruines d’une ancienne forteresse médiévale ; le château est entouré d’un vaste parc avec des jardins à l’italienne et à l’anglaise.
- Montebello della Battaglia[9], propriété privée de style villa baroque du XVIIe-XVIIIe siècle.
- Montecalvo Versiggia[10], actuellement propriété privée mais qui, au début du XIIIe siècle, fut le siège de luttes entre l’empereur Frédéric II du Saint-Empire, allié de Pavie, contre la noblesse de Milan et Plaisance.
- Montesegale[11], forteresse édifiée sur une hauteur, propriété privée.
- Pietra de' Giorgi[12], datant de 1012, détruit en 1402 puis restauré, l’édifice héberge, à l’intérieur de son enceinte, une forteresse (propriété privée) et un palais (siège de ma mairie).
- Castello di Oramala, forteresse cité en 1029, ayant appartenu à la famille Malaspina, dont il ne reste que d’épais murs et qui est en cours de restauration.
- Stefanago[13], édifié au sommet d’une colline, restauré en 1477, est actuellement le siège d’un établissement agricole.
- Zavattarello[14], château cité dès 971, propriété des évêques de Bobbio, changea plusieurs fois de propriétaires entre 1264 et 1975, puis restauré à partir de 1987 pour être transformé en musée d’art contemporain.

## Économie

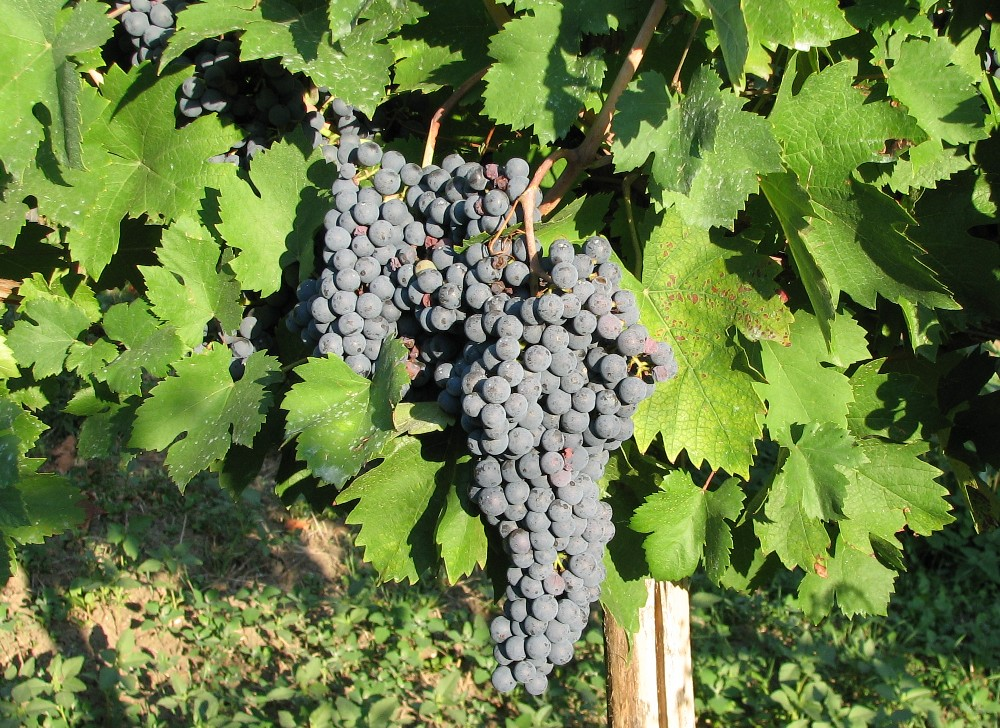
Vignes de l'Oltrepò pavese

Les cultures principales sont : la vigne (vin DOC Oltrepò pavese (vin)) sur les collines, blé, maïs et betterave sucrière en plaine. Les zones montagneuses sont encore exploitées pour les produits laitiers (fromage), le miel, les salaisons et les fruits.

## Communications
L'Oltrepò pavese se trouve sur les principaux grands axes de communication entre Pavie, Alexandrie et Plaisance. Le chef-lieu, Voghera est à 120 km de Turin, 40 km d’Alexandrie, 30 km de Pavie, 64 km de Plaisance, 64 km de Milan et 100 km de Gênes.
- Ligne de chemin de fer Alexandrie-Plaisance, avec les gares de Voghera, Casteggio, Santa Giuletta, Broni, Stradella et Arena Po.
- Ligne de chemin de fer Milan-Pavie-Voghera, avec les gares de Bressana Bottarone, Lungavilla et Voghera.
- Les autoroutes A7 Milan-Gênes et A21 Turin-Plaisance-Brescia.
- Les routes nationales SS10 (Padana Inférieure), SS35 (dei Giovi), SS412 (du val Tidone), SS461 (du col du Penice) et SS617 (Bronese).

## Les ex-communes de l'Oltrepò pavese
Communes actuelles qui sont passées de l'Oltrepò pavese à l'Émilie-Romagne ou à la Ligurie en 1923:
- Annexées à la province de Plaisance : Bobbio, Caminata, Cerignale, Corte Brugnatella, Ottone et Zerba,
- annexées à la province de Gênes : Fascia, Fontanigorda, Gorreto, Rondanina, et Rovegno.